# Brachen
Brachen ist eine Ortslage in der bergischen Großstadt Solingen.

## Lage und Beschreibung
Brachen befindet sich im äußersten Westen des Stadtbezirks Burg/Höhscheid unmittelbar an der Grenze zu Aufderhöhe. Der Ort gehört zum Stadtteil Höhscheid und liegt auf einer Bergnase oberhalb der Mündung des Höhscheider Bachs in den Nacker Bach. Westlich an dem Ort vorbei verläuft in Nord-Süd-Richtung die Leichlinger Straße, die als Kreisstraße 1 ausgewiesen ist. Der Ort selbst besteht nur aus wenigen Gebäuden, die über die nach ihm benannte Stichstraße von der Leichlinger Straße aus zugänglich sind. Er ist überwiegend von landwirtschaftlichen Flächen umgeben.  
Benachbarte Orte sind bzw. waren (von Nord nach West): Brücke, Nöhrenhaus, Schirpenberg, Irler Hof, Kohlsberg, Höhmannsberg, Gillicher Dahl, Hensberg und Steinendorf. 

## Etymologie
Die Ortsbezeichnung ist vielleicht von dem Wort Brache, Brachland angeleitet.

## Geschichte
Der Ort kann bis in das 14. Jahrhundert zurückverfolgt werden und ist damit einer der ältesten Orte im näheren Umkreis. Im Jahre 1715 ist er in der Karte Topographia Ducatus Montani, Blatt Amt Solingen, von Erich Philipp Ploennies mit einer Hofstelle verzeichnet und als Bracken benannt. Die Topographische Aufnahme der Rheinlande von 1824 verzeichnet den Ort ohne Namen und die Preußische Uraufnahme von 1844 als Brachen. In der Topographischen Karte des Regierungsbezirks Düsseldorf von 1871 ist der Ort hingegen nicht verzeichnet.
Brachen wurde in den Ortsregistern der Honschaft Höhscheid innerhalb des Amtes Solingen geführt. Nach Gründung der Mairien und späteren Bürgermeistereien 1808 gehörte der Ort zur Bürgermeisterei Höhscheid, die 1856 zur Stadt erhoben wurde und lag dort in der Flur VII. Höhe. 
Mit der Städtevereinigung zu Groß-Solingen im Jahre 1929 wurde Brachen in die neue Großstadt Solingen eingemeindet.